# The Nine Lives of Chloe King
The Nine Lives of Chloe King ist eine US-amerikanische Fernsehserie, die vom 14. Juni bis zum 16. August 2011 auf dem US-amerikanischen Kabelsender ABC Family gezeigt wird. Die Serie basiert auf der gleichnamigen Buchreihe von Celia Thomson. 
Am 16. September 2011 gab ABC Family bekannt, dass die Serie keine zweite Staffel bekommen wird. Im Januar 2012 gab ABC Family die Absicht bekannt, die Serie als Fernsehfilm fortsetzen zu wollen.

## Handlung
Die Hauptfigur, Chloe King, ist ein Teenager, die entdeckt, dass sie spezielle katzenartige Fähigkeiten, einschließlich neun Leben, erhöhter Geschwindigkeit, Kraft, des Hörens, der Geschicklichkeit, der Nachtsichtigkeit und der Fähigkeit hat, ihre Nägel wie Katzenklauen zu verlängern, zusammen mit der Fähigkeit menschliche Gefühle zu fühlen. 
Wenn Chloe klar wird, dass eine mysteriöse Person sie beschattet, beginnt sie zu versuchen, aufzudecken, dass sie eine Nachkommin einer alten Rasse namens „the Mai“ ist. Sie entdeckt, dass sie neun Leben hat und von Jasmine und Alek wird ihr gesagt, dass nur sie alleine die Rasse vor menschlichen „Assasins“ schützen kann, die sie seit Tausenden von Jahren gejagt haben.

## Charaktere

### Hauptcharaktere
Chloe King
Chloe ist ein ganz normales Mädchen, bis zu ihrem 16. Geburtstag. Denn sie ist ein Nachkomme einer uralten Rasse namens Mai. Sie wird zum "Uniter", zur Retterin der Mai und der Menschen, und ist mit der Gabe der neun Leben ausgestattet. Sie stammt ursprünglich aus der Ukraine und wurde von Meredith und ihrem Mann als Baby adoptiert. Ihre leiblichen Eltern wurden umgebracht. Sie lebt mit ihrer Adoptivmutter in San Francisco, der Adoptivvater hat die beiden vor 10 Jahren verlassen. Chloes Küsse, wie die aller Mai, sind für Menschen tödlich. In Staffel 1 stirbt sie zweimal. Sie wird in der ersten Folge vom Coit Tower gestoßen und in der zehnten erschossen.
Meredith King
Sie ist die Adoptivmutter von Chloe. Ihr Ehemann fand Chloe in einem ukrainischen Waisenhaus und überredete Meredith Chloe zu adoptieren. Obwohl Chloe und Meredith ein sehr gutes Verhältnis haben, weiß sie nichts über Chloes Leben als Mai. In Folge 10 wird sie von Brians Vater entführt.
Brian
Er stammt von Mitgliedern der 'Order of the Ten Blades' ab, hat sich aber in Chloe verliebt. Außerdem ist er der Sohn von dem Mann, der Chloe Mal töten ließ. Seine Mutter wurde ermordet. Er stirbt, nachdem er Chloe seine Liebe gestanden und sie geküsst hat.
Amy
Sie ist die beste Freundin von Chloe und eine sehr gute Schülerin, die keine Angst hat ihre Meinung zu sagen. Sie unterstützt Chloe soweit es ihr möglich ist. Sie und Paul sind ein Paar.
Alek Petrov
Er ist ein wenig überheblich und kommt schnell arrogant rüber. Er ist auch ein Mai. Seine leiblichen Eltern wurden ermordet, seine Adoptiveltern leben in London. Seit er in den USA ist lebt er bei Jasmine und ihrer Mutter und hat sich den San Francisco Mai angeschlossen. Seine Aufgabe ist es, den Uniter zu beschützen. Auch er verliebt sich in Chloe. In Episode 7 küssen sich Chloe und Alek. Er ist untröstlich, als er erfährt, dass sie in Brian verliebt ist. Er findet in Folge 10 seinen Bruder, der da gerade Jasmin und Valentina getötet hat.
Jasmine
Sie ist auch eine Mai. Nach außen hin ist Jasmine zurückhaltend, aber einfühlsam. Sie ist eine mächtige Kämpferin, die mit aller Macht verteidigt, was ihr wichtig ist. Ihrer Aufgabe ist es den Uniter zu Beschützen und Chloe zu trainieren. Ihre Mutter Valentina ist die Anführerin der San Francisco Mai. Sie ist frustriert, da ihre Mutter sie meist als Kämpferin und nicht als Tochter sieht. In Folge 10 wird sie erstochen.
Paul
Paul ist Chloes bester Freund und in einer Beziehung mit Amy. Er steht auf Comics und schließt von den Geschichten auf Chloes neues Leben. Er bezeichnet sich selber als Chloes "Sidekick". Im Notfall kann Chloe sich immer auf ihn und Amy verlassen.

### Nebencharaktere
ValentinaSie ist Jasmine Mutter und die Führerin der Mais in San Francisco. Sie hat fünfzehn Mitglieder des Ordens mit den bloßen Händen getötet. Valentina glaubt, dass Chloe ihr menschliches Leben hinter sich lassen muss, um ihr Schicksal als Retterin der Mais zu erfüllen. Von einem Nervengift gelähmt muss sie mit ansehen, wie ihre Tochter erstochen wird.
Frank CabreraEr ist Merediths Freund sowie ihre Arbeitskollege. In Folge 9 trennen sie sich, da er sich mehr um seine Tochter Vanessa kümmern will.
Whitney RezzaEr ist Brians Vater und ein Mitglied des Ordens. Er hat einige Geheimnisse zu verbergen. Er will den Tod seiner Frau, den wohl ein Mai zu verantworten hat, an dem Uniter rächen.

## Produktion
Am 1. Februar 2011 gab ABC Family bekannt, die Buchreihe zu einer TV-Serie zu machen. Schon im Oktober wurde Skyler Samuels für die Rolle der Chloe King gecastet. Am 12. November 2010 wurde die Rolle der Meredith King an Amy Pietz vergeben.

## Besetzung

### Hauptdarsteller
- Skyler Samuels als Chloe King
- Grace Phipps als Amy
- Ki Hong Lee als Paul
- Benjamin Stone als Alek
- Alyssa Diaz als Jasmine
- Grey Damon als Brian
- Amy Pietz als Meredith King

### Nebendarsteller
- Alicia Coppola als Valentina
- Cristián de la Fuente als Frank Cabrera
- David S. Lee als Whitney Rezza
- Jolene Andersen als Simone
- Kiko Ellsworth als The Rogue
- Daniel Sharman als Zane
- Aeriel Miranda als Lana Jacobs

## Ausstrahlung
Die Premiere fand am 14. Juni 2011 auf ABC Family statt. Die Pilotfolge, die direkt nach Pretty Little Liars ausgestrahlt wurde, wurde von 2,17 Millionen Zuschauern gesehen. Jedoch verlor die Serie im Lauf der staffel immer mehr an Zuschauern. Mit nur 0,96 Millionen Zuschauern erreichte Folge 8 die niedrigste Einschaltquote der Staffel.

### Episodenliste
| Nummer | Originaltitel        | Deutscher Titel | Erstausstrahlung (ABC Family) | Deutschsprachige Erstausstrahlung |
| 01     | Pilot                |                 | 14. Juni 2011                 |                                   |
| 02     | Redemption           |                 | 21. Juni 2011                 |                                   |
| 03     | Green Star           |                 | 28. Juni 2011                 |                                   |
| 04     | All Apologies        |                 | 5. Juli 2011                  |                                   |
| 05     | Girls Night Out      |                 | 12. Juli 2011                 |                                   |
| 06     | Nothing Compares 2 U |                 | 19. Juli 2011                 |                                   |
| 07     | Dogs of War          |                 | 26. Juli 2011                 |                                   |
| 08     | Heartbreaker         |                 | 2. August 2011                |                                   |
| 09     | Responsible          |                 | 9. August 2011                |                                   |
| 10     | Beautiful Day        |                 | 16. August 2011               |                                   |